# Jakob Breum
Jakob Breum Martinsen (Odense, 17 novembre 2003) è un calciatore danese, centrocampista del Go Ahead Eagles.

## Carriera

### Club
Cresciuto nel settore giovanile dell'Odense, ha esordito in prima squadra il 7 giugno 2020, disputando l'incontro di Superligaen vinto per 3-1 contro l'Esbjerg.

### Nazionale
Ha rappresentato le nazionali giovanili danesi Under-17, Under-18, Under-19 ed Under-21.

## Statistiche

### Presenze e reti nei club
Statistiche aggiornate al 19 luglio 2022.
| Stagione        | Squadra         | Campionato      | Campionato | Campionato | Coppe nazionali | Coppe nazionali | Coppe nazionali | Coppe continentali | Coppe continentali | Coppe continentali | Altre coppe | Altre coppe | Altre coppe | Totale | Totale |
| Stagione        | Squadra         | Comp            | Pres       | Reti       | Comp            | Pres            | Reti            | Comp               | Pres               | Reti               | Comp        | Pres        | Reti        | Pres   | Reti   |
| --------------- | --------------- | --------------- | ---------- | ---------- | --------------- | --------------- | --------------- | ------------------ | ------------------ | ------------------ | ----------- | ----------- | ----------- | ------ | ------ |
| 2019-2020       | Odense          | SL              | 1+2        | 0          | CD              | -               | -               |                    | -                  | -                  |             | -           | -           | 3      | 0      |
| 2020-2021       | Odense          | SL              | 0          | 0          | CD              | 0               | 0               |                    | -                  | -                  |             | -           | -           | 0      | 0      |
| 2021-2022       | Odense          | SL              | 11+10      | 1+3        | CD              | 5               | 0               |                    | -                  | -                  |             | -           | -           | 26     | 4      |
| 2022-2023       | Odense          | SL              | 1          | 0          | CD              | 0               | 0               |                    | -                  | -                  |             | -           | -           | 1      | 0      |
| Totale carriera | Totale carriera | Totale carriera | 25         | 4          |                 | 5               | 0               |                    | -                  | -                  |             | -           | -           | 30     | 4      |

## Palmarès

### Club

#### Competizioni nazionali
- Coppa dei Paesi Bassi: 1

Go Ahead Eagles: 2024-2025